# Wahlen
Wahlen é uma comuna da Suíça, situada no distrito de Laufen, no cantão de Basileia-Campo. Tem 5,42 km² de área e sua população em 2018 foi estimada em 1.462 habitantes.